# عبدالسلام المخینی
عبدالسلام المخینی (عربی: عبدالسلام بن عامر المخيني؛ زادهٔ ۷ آوریل ۱۹۸۸) یک ورزشکار اهل عمان است.
از باشگاه‌هایی که در آن بازی کرده‌است می‌توان به باشگاه ورزشی الکویت، باشگاه فوتبال الرائد عربستان سعودی و باشگاه ورزشی بنی یاس اشاره کرد.
وی همچنین در تیم ملی فوتبال عمان بازی کرده‌است.